# Кубок Фарерських островів з футболу 2010
Кубок Фарерських островів з футболу 2010 — 56-й розіграш кубкового футбольного турніру на Фарерських островах. Титул втретє здобув клуб ЕБ/Стреймур.

## Календар
| Раунд            | Дата                      | Матчі | Клуби   |
| ---------------- | ------------------------- | ----- | ------- |
| Попередній раунд | 20 березня 2010           | 3     | 19 → 16 |
| 1/8 фіналу       | 27 березня 21 квітня 2010 | 8     | 16 → 8  |
| 1/4 фіналу       | 25 квітня 2010            | 4     | 8 → 4   |
| 1/2 фіналу       | 20 травня/8 червня 2010   | 4     | 4 → 2   |
| Фінал            | 6 серпня 2010             | 1     | 2 → 1   |

## Попередній раунд
| Команда 1       | Рахунок | Команда 2  |
| --------------- | ------- | ---------- |
| 20 березня 2010 |         |            |
| Ройн (4)        | 1:2     | Гойвік (2) |
| Мідвагур (3)    | 0:2     | Скала (3)  |
| Гіза (4)        | 1:2     | Ундрід (4) |

## 1/8 фіналу
| Команда 1       | Рахунок | Команда 2     |
| --------------- | ------- | ------------- |
| 27 березня 2010 |         |               |
| Ундрід (4)      | 0:1     | Фуглафйордур  |
| ГБ Торсгавн     | 0:1     | Б36 Торсгавн  |
| Б68 Тофтір      | 3:0     | 07 Вестур (2) |
| Гойвік (2)      | 2:0     | Творойрі (2)  |
| Б71 Сандур      | 2:4 дч  | Вікінгур      |
| ЕБ/Стреймур     | 1:0 дч  | НСІ Рунавік   |
| АБ Аргир        | 3:1 дч  | Клаксвік (2)  |
| 21 квітня 2010  |         |               |
| Сувурой         | 6:1     | Скала (3)     |

## 1/4 фіналу
| Команда 1      | Рахунок      | Команда 2    |
| -------------- | ------------ | ------------ |
| 25 квітня 2010 |              |              |
| Сувурой        | 1:4          | ЕБ/Стреймур  |
| Вікінгур       | 1:1 пен. 4:3 | АБ Аргир     |
| Фуглафйордур   | 3:2 дч       | Б68 Тофтір   |
| Гойвік (2)     | 1:7          | Б36 Торсгавн |

## 1/2 фіналу
| Команда 1               | Заг. | Команда 2   | 1-й матч | 2-й матч |
| ----------------------- | ---- | ----------- | -------- | -------- |
| 20 травня/8 червня 2010 |      |             |          |          |
| Фуглафйордур            | 4:2  | Вікінгур    | 1:2      | 3:0      |
| Б36 Торсгавн            | 2:3  | ЕБ/Стреймур | 2:1      | 0:2      |

## Фінал
| 6 серпня 2010 20:00 (EEST) |

| ЕБ/Стреймур | 1:0      | Фуглафйордур |
| ----------- | -------- | ------------ |
| Анжел 25'   | Протокол |              |

| «Від Д'юпумюрар», Клаксвік Глядачів: 2 544 Арбітр: Рансін Дьюрхуус |